# Heerlijkheid Runkel

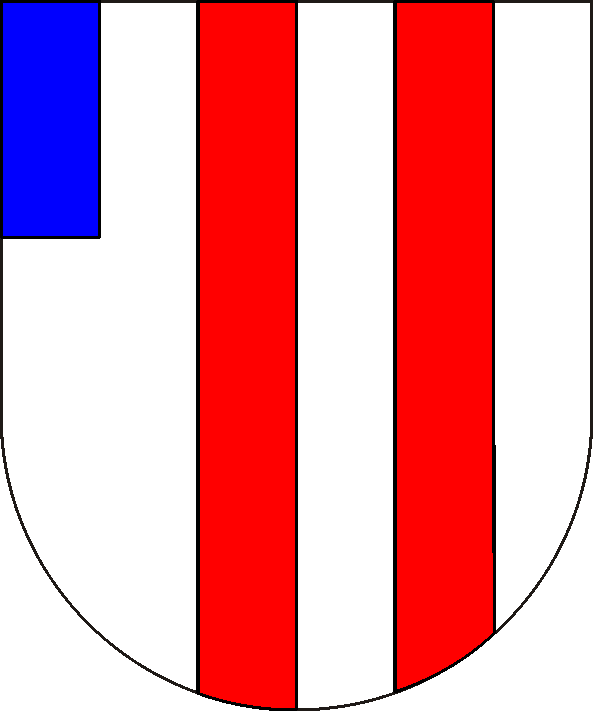
Heerlijkheid Runkel

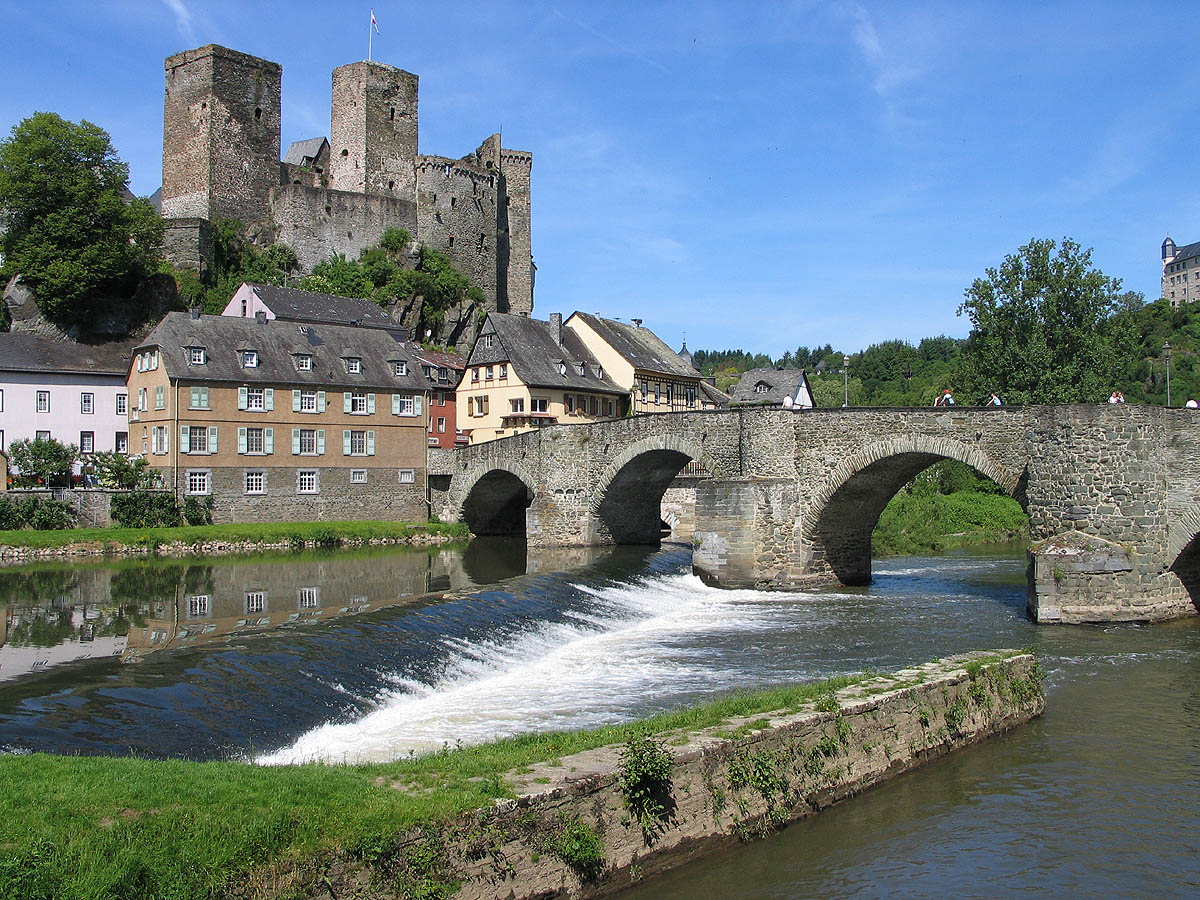
Burg Runkel

Runkel was een tot de Nederrijns-Westfaalse Kreits behorende heerlijkheid binnen het Heilige Roomse Rijk.
De burcht Runkel in Hessen werd voor 1159 door de heren van Runkel om de overgang over de Lahn tussen Weilburg en Camberg te beschermen. In de veertiende eeuw groeide de omvang van de heerlijkheid en werd de brucht uitgebreid.
Ten gevolge van het huwelijk van Frederik van Runkel met Anastasia van Isenburg-Wied, kwam het graafschap Wied in 1462 aan de heren van Runkel. Hierdoor ontstond het nog steeds bestaande huis Wied.
De burcht Runkel werd tijdens de Dertigjarige Oorlog in 1634 verwoest.
Na de dood van graaf Frederik van Wied in 1698 deelden zijn zoons de bezittingen:
- Georg Herman Reinhard kreeg Runkel (1824 uitgestorven)
- Frederik Willem kreeg Neuwied

In 1791 werd de graaf van Wied-Runkel tot rijksvorst verheven.
Artikel 24 van de Rijnbondakte van 12 juli 1806 verdeelde de soevereiniteit over de heerlijkheid Runkel:
- het deel op de rechter oever van de Lahn kwam onder het groothertogdom Berg
- het deel op de linker oever van de Lahn kwam onder Nassau-Usingen en Nassau-Weilburg, dus de facto onder het hertogdom Nassau.

Toen na de Franse nederlagen de prins van Oranje in november 1813 zijn erflanden weer in bezit kon nemen, mocht hij ook de soevereiniteit over het op de rechter oever van de lahn gelegen deel van Runkel van het groothertogdom Berg overnemen. Op 31 mei 1815 stond hij de gebieden aan het koninkrijk Pruisen af, dat ze dezelfde dag aan het hertogdom Nassau afstond. Hierdoor was dus geheel Runkel onder Nassau herenigd.